# Timana argenteomaculata
Timana argenteomaculata är en fjärilsart som beskrevs av Embrik Strand 1918. Timana argenteomaculata ingår i släktet Timana och familjen mätare. Inga underarter finns listade i Catalogue of Life.